# Leprous
Leprous é uma banda de metal progressivo formada em 2001 em Notodden, Noruega. O quinteto começou como grupo de apoio nas apresentações do músico Ihsahn (líder do Emperor), que fez participações especiais em álbuns da banda, além de ter coproduzido um de seus álbuns, Coal. Recentemente lançou o seu sexto álbum Pitfalls.

## História
Após lançar demos com formações instáveis, a banda conseguiu membros fixos e gravou seu primeiro álbum, Tall Poppy Syndrome, em agosto de 2008. A gravadora estadunidense Sensory Records firmou contrato com a banda e lançou o álbum em maio de 2009. Alex Henderson do Allmusic elogiou o álbum por ultrapassar a "mentalidade firmemente pré-anos 1990" das bandas de metal progressivo contemporâneas, ao misturar a influencia de Pink Floyd e King Crimson, com bandas de metal alternativo como Tool.
O álbum recebeu resenhas positivas de outros críticos ao mesmo tempo em que ganhavam notoriedade como grupo de apoio do guitarrista e cantor Ihsahn, cuja esposa é irmã do vocalista/tecladista Einar Solberg. Em 2010 participaram dos festivais ProgPower USA e ProgPower Europe, e posteriormente abriram shows para o Therion em sua turnê europeia. Após a turnê, o baixista Halvor Strand deixou o grupo, sendo substituído por Rein Blomquist.
Ao final do mês de fevereiro de 2011, a banda anunciou um contrato com a InsideOut, com distribuição mundial a cargo da Century Media. A estreia da banda com a gravadora foi com o álbum Bilateral, lançado em 24 de agosto de 2011, com a capa feita pelo surrealista estadunidense Jeff Jordan e o designer espanhol Ritxi Ostariz. Ihsahn fez uma participação em uma das faixas do álbum.
Em 20 de maio de 2013 a banda lançou Coal, descrito por Einar como "um álbum mais melancólico e mais sombrio que o mais divertido Bilateral. Com mais sombrio, eu não quero dizer mais agressivo, mas mais severo. Ainda há um pouco de alcance na dinâmica, mas sem saltos entre humores em um canção."
Em 5 de maio de 2014 a banda anunciou a saída do baterista Tobias Ørnes Andersen, que foi substituído por Baard Kolstad, que tocou com com a banda na turnê Coal. O comunicado sobre a troca de bateristas também revelou que a banda estava trabalhando em material para seu próximo álbum.
Em 25 de maio de 2015, os Leprous lançaram o seu quinto álbum, The Congregation, pela Inside Out Music. Um vídeo para a faixa "The Price" foi lançado em 8 de abril. A 30 de abril, foi lançado o segundo tema do álbum, "Rewind".
A 1 de março de 2017, os Leprous, através da página oficial do Facebook, anunciam a edição de um novo álbum. A 25 de agosto de 2017, é lançado o álbum Malina, de onde sai, a 1 de junho de 2018, o single "Golden Prayers".
A 25 de janeiro de 2019, a banda lança uma cover do tema "Angel", dos Massive Attack, já tocado nalguns espectáculos ao vivo no final de 2018, e o respectivo video.

No início de 2019 iniciam a gravação do seu sexto álbum, intitulado "Pitfalls", lançado a 25 de outubro de 2019.
A 30 de agosto de 2019, sai o vídeo do tema "Below" e, a 20 de setembro, o do tema" «Alleviate», ambos através do canal InsideOut Music.

## Integrantes

### Membros atuais

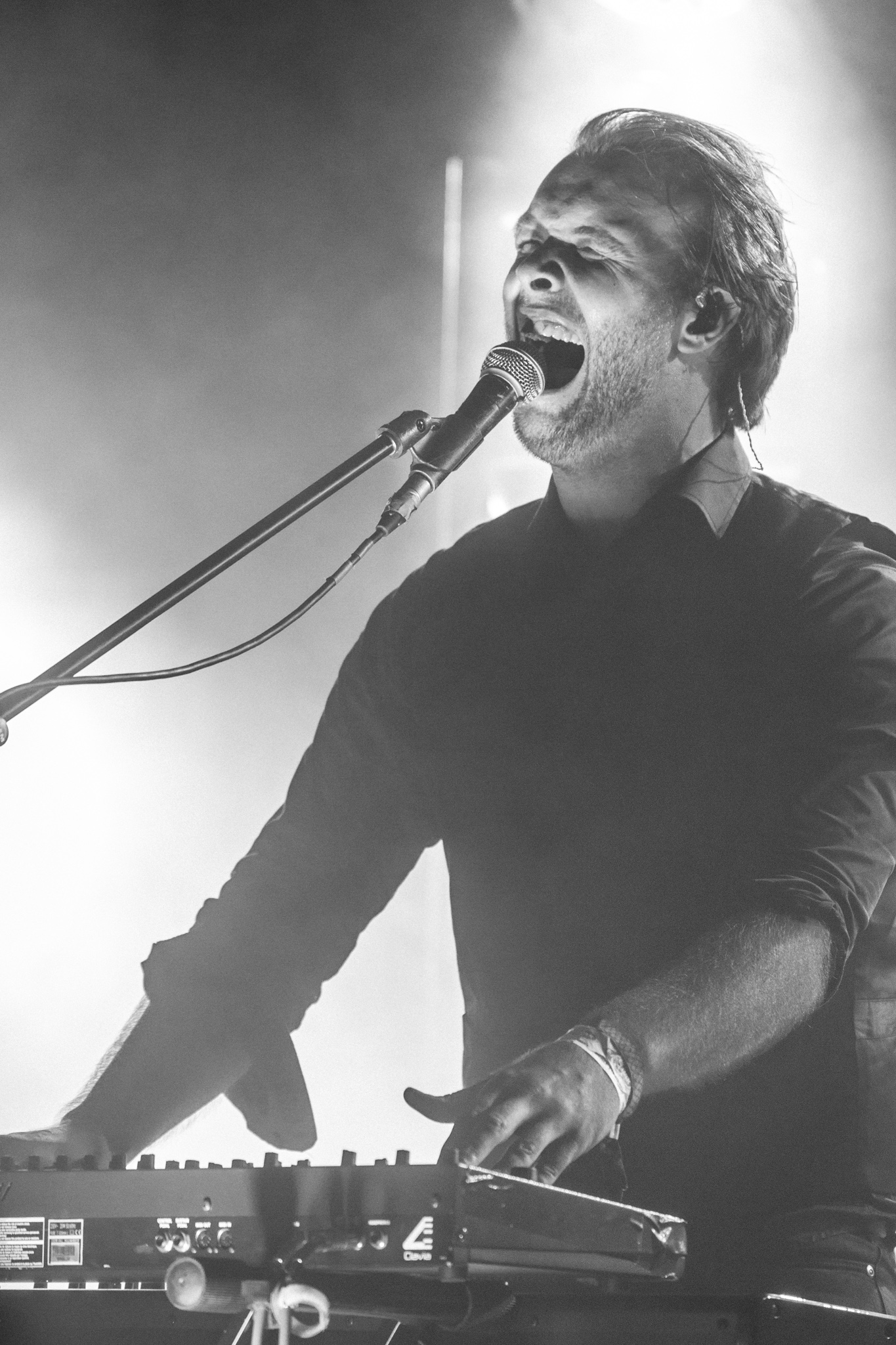
O tecladista e vocalista Einar Solberg no festival Euroblast, em 2014.

- Einar Solberg – vocais, teclados (2001–atualmente)
- Tor Oddmund Suhrke – backing vocal, guitarra, teclados (2001–atualmente)
- Robin Ognedal – guitarra, backing vocal, teclados (2016–atualmente)
- Baard Kolstad – bateria (2014–atualmente)
- Simen Daniel Børven – baixo, backing vocal, teclados (2016–atualmente)

### Ex-integrantes
- Stian Lonar – baixos (2001–2002)
- Esben Meyer Khristensen – guitarra (2001–2003)
- Kenneth Solberg – guitarra (2001–2003, 2003–2004)
- Truls Vennman – bateria (2001–2005)
- Halvor Strand – baixo (2002–2010)
- Tor Stian Borhaug – bateria (2005–2007)
- Rein Blomquist - baixo (2010–2013)
- Tobias Ørnes Andersen – bateria (2007–2014)
- Martin Skrebergene – baixo (2013–2016)
- Øystein Landsverk – guitarra, backing vocal (2004–2016)

## Discografia
Demos
- Silent Waters (2004)
- Aeolia (2006)

Álbuns de estúdio
- Tall Poppy Syndrome (2009)
- Bilateral (2011)
- Coal (2013)
- The Congregation (2015)
- Malina (2017)
- Pitfalls (2019)
- Aphelion (2021)
- Melodies of Atonement (2024)

Álbum ao vivo
- Live at Rockefeller Music Hall (2016)

Singles
- From the Flame (2017)
- Stuck (2017)
- Illuminate (2017)
- Golden Prayers (2018)
- Angel (2019)